# Landré
Pour les articles homonymes, voir Landré (homonymie).
Landré est une localité située dans le département de Zonsé de la province du Boulgou dans la région Centre-Est au Burkina Faso.